# Conopyge cinctipes
Conopyge cinctipes là một loài tò vò trong họ Ichneumonidae.